# 월간 아름다운 사람
월간 아름다운 사람(약칭:아람)은 대한민국의 기독교월간지이다. 2004년 4월 월간 크리스차니티로 창간되었다.

## 개요
월간 <아름다운 사람>은 영혼 구원을 위한 대한민국 전도전문 잡지로서, 세상 속에서 신앙적으로나 인격적으로 '아름다운 사람'을 찾아 소개하고, 그들의 아름다운 삶을 통해 우리 사회를 보다 아름답고 행복한 사회로 만들기를 추구한다. 2013년 2월 100호를 발행하였으며, 2014년 100만 부를 발행하였다.
발행인은 21세기 목회연구소의 김두현 소장이다. 편집차장인 이혜미차장과, 이슬기 기자가 취재를 담당하고 있다. 객원기자로는 여윤진 기자, 박유순 기자가 있다. 디자이너는 오남용 주임이다.
경기도 용인시 기흥구 죽전로 150 단대프라자 3차 404호에 위치하고 있다.

## 신문기사
- 전도잡지 ‘아름다운 사람’ 100호 나와… 21C 목회연구소, 기독교 내 선한 사람 소개 [국민일보][깨진 링크(과거 내용 찾기)]
- 이선영 아나운서의 신앙이야기 [크리스천투데이]
- 탤런트 강성연의 신앙스토리 [크리스천투데이]
- 전도지 ‘아름다운 사람’, 8년 6개월 만에 100호 발간 [크리스천투데이]
- Acts29 목회컨퍼런스,“사도행전 교회 만들기”[크리스천투데이]